# Neolophonotus albofasciatus
Neolophonotus albofasciatus là một loài ruồi trong họ Asilidae. Neolophonotus albofasciatus được Ricardo miêu tả năm 1900.